# Am Speicher (Loitz)

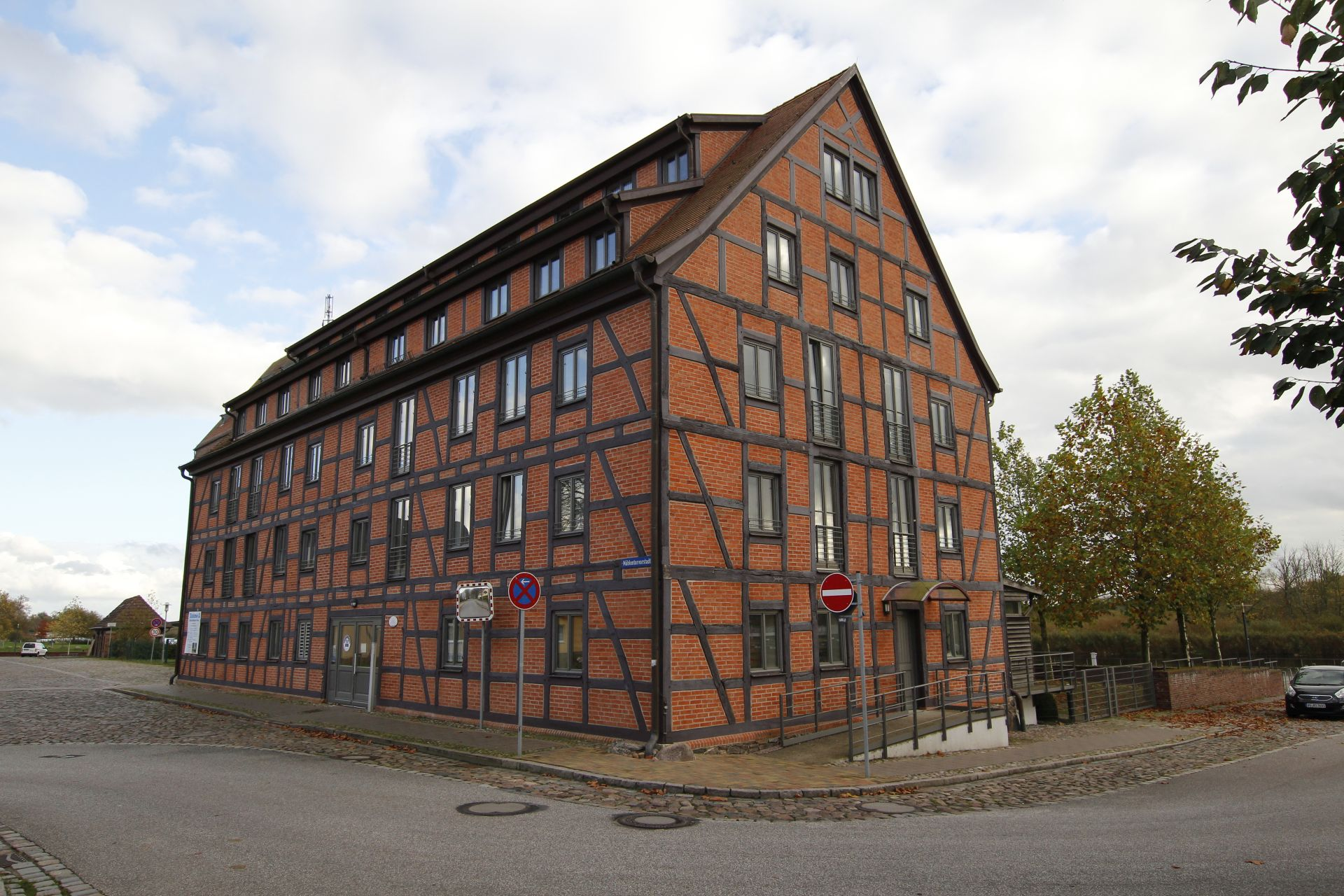
Nordwestseiten

Das Gebäude Am Speicher (auch Alter Speicher) in Loitz, Mühlentorvorstadt 1 / Mühlenstraße an der Peene, wurde am Ende des 19. Jahrhunderts gebaut. Heute befindet sich hier die Altenwohnanlage Am Speicher.
Das Gebäude steht unter Denkmalschutz.

## Geschichte
Am Hafen befinden sich die ehemaligen Getreidespeicher. Sie wurden vor allem für das Umladen von Korn auf Schiffe genutzt, die dann über die Peene in den Norden nach Greifswald oder in den Süden nach Demmin fuhren.
Der dreigeschossige 10-achsige Getreidespeicher ist ein Fachwerkbau mit Backsteinen in der Ausfachung. Markant ist der fünfgeschossige, mittige, südliche Giebelrisalit, der früher als Außenkran diente. Der Speicher stammt aus dem 19. Jahrhundert. Er wurde 1994 im Rahmen der Städtebauförderung gesichert.
Nach dem Umbau, der Sanierung und dem Verkauf des Gebäudes durch den Maler Huss entstand um 2018 für die Diakonie eine altersgerechte betreute Wohnanlage Am Speicher mit Aufzug und einem erdgeschossigen, südlichen, verglasten Vorbau für die Gemeinschaftsräume.